# Ебенизер Хауард
Сер Ебенизер Хауард (енгл. Ebenezer Howard; Лондон, 29. јануар 1850 — Велвин Гарден Сити, 1. мај 1928) је био творац вртних градова.

## Биографија
Хауард је каријеру почео у лондонском ситију као административни радник. Изучио је за стенографа, и ово звање је усавршавао скоро до краја живота. Током боравка у САД-у (1872/1877) упознао се са песницима Волт Вајтманом и Ралфом Волдом Емерсоном. Хауард је почео да размишља о бољем животу и како то остварити.

## Есперанто
Ангажовао се на стварању међународног језика есперанта. Хауард је рекао:
„Есперанто и вртни град су путеви једне нове и боље средине и околине - околине мира и разумевања и тако као што се буде есперанто све боље разумевао тако ће се проширивати мисли о вртним градовима“

## Дела
Хауардова књига Tomorrow. A Peaceful Path to Real Reform из 1880. је објављена 1898. Године 1902. ова књига је објављена у новом издању под именом Garden Cities of Tomorrow у којој је изложио своју теорију вртних градова.

## Признања
Хауард је 1927. године проглашен за витеза.